# Соболев, Александр Александрович
Александр Александрович Соболев (12 (24) февраля 1890, Москва — после 1945) — русский морской офицер, в советский период — дипломат-невозвращенец.

## Биография
Окончил Кадетский корпус. Поступил в Санкт-Петербургский морской корпус. В 1910 г. произведён в мичманы, на момент революции — старший лейтенант. В 1918 г. уволен со службы.
Осенью 1918 г. добровольно вступил в РККФ, с 1920 г. в штабе РККФ. В 1920—1922 начальник штаба Каспийского флота. Затем переходит на научную и преподавательскую работу.
С 1925 г. — военно-морской атташе при посольстве СССР в Турции, затем в Швеции и Финляндии. В 1930 г. бежал со службы, остался в Швеции, откуда переехал в Брюссель. Сотрудничал с эмигрантскими изданиями (журнал «Часовой» и др.) Советскому правительству удалось, однако, отсудить деньги на его банковском счету.
С середины 1930-х гг. исчезает из общественной жизни, в связи с чем возникли слухи о его похищении органами НКВД.
В 2014 г. российский историк И. Петров обнаружил архивные документы, из которых следовало, что после нападения Германии на СССР Соболев сотрудничал с министерством восточных территорий А. Розенберга, для которого составлял меморандумы, где крайне критически высказывался о полезности использования в СССР белоэмигрантов, не знакомых с советскими реалиями. Также снабжал информацией штаб кригсмарине.
В 1944 г. перевезен из Бельгии в Силезию, после войны проживал в Австрии, сумел избежать репатриации в СССР.